# زبابة مألوفة
زبابة مألوفة (الاسم العلمي: Sorex araneus) (بالإنجليزية: Common Shrew)‏ هي نوع من الثدييات يتبع جنس الزبابة من الفصيلة الزبابات.